# Cerynea flavicostata
Cerynea flavicostata là một loài bướm đêm trong họ Erebidae.